# تونگ سوئت-فونگ
تونگ سوئت-فونگ (انگلیسی: Tong Suet-fong؛ زادهٔ ۱۳ دسامبر ۱۹۲۴ - درگذشته نامشخص) بازیکن بسکتبال اهل تایوان بود. وی در بازی‌های المپیک تابستانی ۱۹۵۶ شرکت کرده‌است.